# Ceraclea sinensis
Ceraclea sinensis är en nattsländeart som först beskrevs av Forsslund 1935.  Ceraclea sinensis ingår i släktet Ceraclea och familjen långhornssländor. Inga underarter finns listade i Catalogue of Life.